# Мучник, Ханан Львович
Ханан Львович Мучник (28 августа 1922 — 20 июля 1991) — советский шахматист, мастер спорта (1958). Инженер. Участник Великой Отечественной войны. Подполковник. Кандидат технических наук. Участник первенств Вооруженных Сил СССР (1952) — 4-5-е, (1960) — 5-е места, ряда чемпионатов Москвы, 35-го чемпионата СССР (1967).

## Награды
- Орден Красного Знамени (28.05.1945)[1]
- Орден Отечественной войны I степени (06.04.1985)
- Орден Отечественной войны II степени (06.03.1944)[2]
- медали, в том числе:
  - Медаль «За оборону Ленинграда»

## Книги
- «Рассказы о комбинациях на шахматной доске». Москва: Физкультура и спорт, 1979, 55 стр.
- «Первые шахматные уроки». Москва: Воениздат, 1964, 148 стр.
  - 2-е издание, дополнено. Москва: Воениздат, 1980, 136 стр.